# Waikato Pistons
Pour les articles homonymes, voir Waikato.
Maillots
Les Waikato Pistons sont un club néo-zélandais de basket-ball basé à Hamilton. Il appartient la National Basketball League, le plus haut niveau en Nouvelle-Zélande. 

## Noms successifs
- 1982, 1984-1986 : Hamilton
- 1987-2000 : Waikato Warriors
- 2001-2006 : Waikato  Titans
- 2006-2011, 2013-2014 : Waikato Pistons

## Palmarès
- National Basketball League : 2001, 2002, 2008, 2009

## Joueurs célèbres ou marquants
- Mike Bauer
- Pero Cameron